# Les Deux-Villes
Les Deux-Villes és un municipi francès situat al departament de les Ardenes i a la regió del Gran Est. L'any 2007 tenia 257 habitants.

## Demografia

### Població
El 2007 la població de fet de Les Deux-Villes era de 257 persones. Hi havia 96 famílies de les quals 28 eren unipersonals (12 homes vivint sols i 16 dones vivint soles), 32 parelles sense fills i 36 parelles amb fills.
La població ha evolucionat segons el següent gràfic:
Habitants censats

### Habitatges
El 2007 hi havia 113 habitatges, 101 eren l'habitatge principal de la família, 2 eren segones residències i 10 estaven desocupats. 110 eren cases i 3 eren apartaments. Dels 101 habitatges principals, 67 estaven ocupats pels seus propietaris, 30 estaven llogats i ocupats pels llogaters i 4 estaven cedits a títol gratuït; 8 tenien tres cambres, 21 en tenien quatre i 72 en tenien cinc o més. 82 habitatges disposaven pel capbaix d'una plaça de pàrquing. A 54 habitatges hi havia un automòbil i a 37 n'hi havia dos o més.

### Piràmide de població
La piràmide de població per edats i sexe el 2009 era:
| Homes | Edats   | Dones |
| ----- | ------- | ----- |
| 0     | 95 o +  | 0     |
| 0     | 90 a 94 | 0     |
| 0     | 85 a 89 | 4     |
| 0     | 80 a 84 | 0     |
| 0     | 75 a 79 | 4     |
| 0     | 70 a 74 | 8     |
| 8     | 65 a 69 | 8     |
| 12    | 60 a 64 | 8     |
| 12    | 55 a 59 | 4     |
| 0     | 50 a 54 | 4     |
| 12    | 45 a 49 | 8     |
| 0     | 40 a 44 | 4     |
| 4     | 35 a 39 | 4     |
| 16    | 30 a 34 | 12    |
| 0     | 25 a 29 | 8     |
| 0     | 20 a 24 | 4     |
| 8     | 15 a 19 | 4     |
| 4     | 10 a 14 | 4     |
| 8     | 5 a 9   | 4     |
| 8     | 0 a 4   | 4     |

## Economia
El 2007 la població en edat de treballar era de 147 persones, 112 eren actives i 35 eren inactives. De les 112 persones actives 104 estaven ocupades (58 homes i 46 dones) i 7 estaven aturades (4 homes i 3 dones). De les 35 persones inactives 6 estaven jubilades, 8 estaven estudiant i 21 estaven classificades com a «altres inactius».

### Ingressos
El 2009 a Les Deux-Villes hi havia 102 unitats fiscals que integraven 261 persones, la mediana anual d'ingressos fiscals per persona era de 15.096 €.

### Activitats econòmiques
L'únic establiment que hi havia el 2007 era d'una empresa de fabricació d'altres productes industrials.
L'any 2000 a Les Deux-Villes hi havia 17 explotacions agrícoles que ocupaven un total de 1.128 hectàrees.

## Poblacions més properes
El següent diagrama mostra les poblacions més properes.